# Delahaye Type 27
Der Delahaye Type 27 ist ein frühes Pkw-Modell. Hersteller war Automobiles Delahaye in Frankreich.

## Beschreibung
Die Fahrzeuge wurden im Dezember 1905 auf dem Pariser Autosalon präsentiert und bis 1914 hergestellt.
Der Vierzylinder-Ottomotor war in Frankreich mit 45–60 CV eingestuft. Er hat 130 mm Bohrung, 150 mm Hub, 7964 cm³ Hubraum und leistet 60 PS. Er ist vorn im Fahrgestell eingebaut und treibt die Hinterachse an.
Der Radstand beträgt wahlweise 3305 mm oder 3765 mm. Außerdem gab es 1909 die Variante Type 27 B mit 3434 mm Radstand. Bekannt sind die Karosseriebauformen Limousine und Tourenwagen. 95 km/h Höchstgeschwindigkeit sind möglich.
Im Verkaufskatalog von 1910 sind die folgenden Maße angegeben: 3435 mm Radstand, 4630 mm Fahrgestelllänge, 1730 mm Fahrgestellbreite und 2750 mm Fahrgastraumlänge für das lange Fahrgestell. Beim extralangen Fahrgestell sind die Längen um 250 mm größer.
Die Presto-Werke fertigten diese Fahrzeuge in Lizenz.
Ein Fahrzeug, das im Ersten Weltkrieg dazu genutzt wurde, Fesselballons zu transportieren, steht im Technikmuseum Speyer. Die Trittbretter des ausgestellten Wagens können abgenommen und als Brücke gebraucht werden, um Gräben zu überwinden.